# Literární noviny

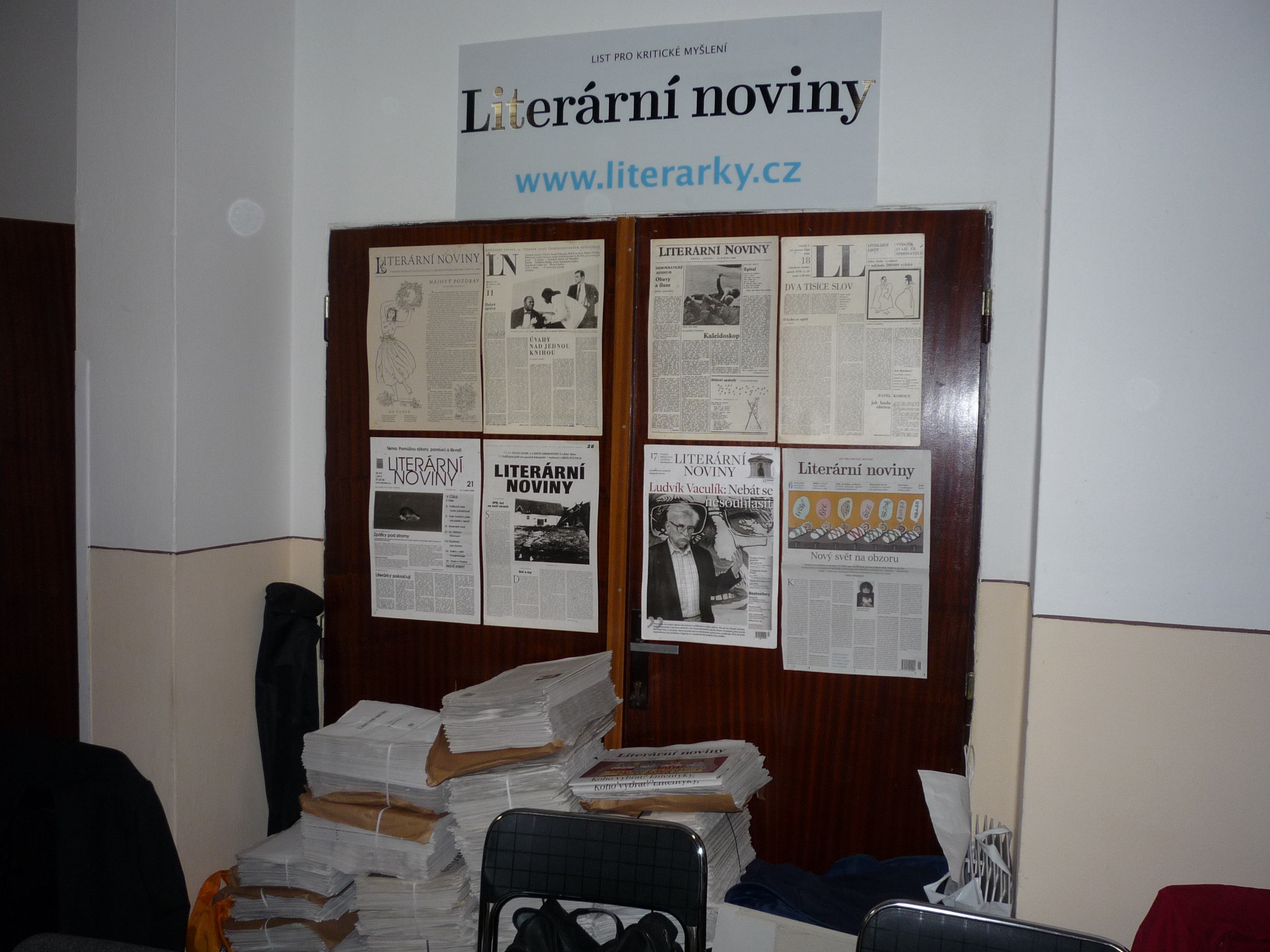
Literární noviny

Literární noviny („Ziarul literar”) este o publicație cultural-politică lunară din Cehia. O revistă cu acest nume a fost publicată începând din anul 1927 cu câteva întreruperi până în 1967 și din 1990 până în prezent.

## Istoric
Primul său număr a apărut în anul 1927. În anii 1960 revista Literární noviny (condusă de la nr. 23/1964 de criticul literar Milan Jungmann) a avut o mare influență asupra liberalizării progresive a societății cehoslovace. În toamna anului 1967 conducerea Partidului Comunist din Cehoslovacia a încercat să încetinească (sau să stopeze) liberalizarea, iar publicarea revistei Literární noviny a fost întreruptă. Acest fapt a provocat un conflict cu aripa liberală a Comitetului Central al Partidului Comunist din Cehoslovacia (căreia i s-au alăturat o parte din staliniștii nemulțumiți de conducerea lui Antonín Novotný). Publicarea revistei Literární noviny a fost întreruptă de trei ori în cursul anilor 1960: printr-o intervenție administrativă în anul 1967, prin decizia comitetului redacțional ca urmare a invaziei din august 1968 și în cele din urmă definitiv în mai 1969. Publicația literară a Uniunii Scriitorilor din Cehoslovacia a reapărut în anul 1968 sub numele Literární listy, iar din anii 1968–1969 sub numele Listy. Literární noviny a fost una dintre cele mai importante platforme de discuții intelectuale din anii 1960, inclusiv în perioada Primăverii de la Praga. Tradiția Literární noviny a fost preluată de ziare din exil Listy, revista opoziției cehoslovace condusă de Jiří Pelikán, acum cu sediul în Republica Cehă (www.listy.cz).

## Reapariția în 1990
Deși titlul sugerează că este vorba de o revistă literară, tradiția Literární noviny constă în esență mai mult în participarea scriitorilor și intelectualilor la dezbaterea socială și în definirea literaturii ca un organism social viu care este strâns legat de artă, științe și politică. Literární noviny a fost reînființat după așa-numita Revoluție de catifea din noiembrie 1989. În primii doi ani a fost publicat ca supliment al ziarului Lidové noviny. Începând din 1992 a apărut ca o publicație separată. Ulterior, majoritatea redactorilor și a celorlalți membri ai personalului au părăsit revista, motivându-și decizia prin refuzul de a lucra cu foști agenți ai serviciului secret comunist. 
Din anul 2001 printre patronii publicației se află Fundația Michael Kocáb care are scopul de a sprijini literatura.
Astăzi, Literární noviny se concentrează în special asupra problemelor politice, economice și sociale. Printre redactorii revistei se numără Tereza Spencerová, Aleš Bluma, Zbyněk Fiala, Josef Brož sau Petr Bílek.